# Colonia Cosmopolita
Colonia Cosmopolita ist eine Ortschaft in Uruguay.

## Geographie
Die Ortschaft befindet sich auf dem Gebiet des Departamento Colonia in dessen Sektor 14 unmittelbar westlich des Arroyo Cufré. Südwestlich ist die Stadt Juan Lacaze am dortigen Ufer des Río de la Plata gelegen. Weitere nähegelegene Ansiedlung sind im Westen Paraje Minuano und nordöstlich Pastoreo und Rosario. Nordwestlich erstreckt sich die Cuchilla Cosmopolita. Im Osten bildet der Río Rosario eine natürliche Grenze zum in einiger Entfernung gelegenen Colonia Valdense.

## Geschichte
Gegründet wurde Colonia Cosmopolita durch aus dem Piemont stammende, eingewanderte Waldenser. Diese kauften in der damals als Rincón de la virgen bekannten Gegend Land von einer Siedlergesellschaft namens La Cosmopolita, die somit auch als Namensgeber des Ortes diente. 1880 wurde im Ort die alte Kapelle errichtet, die viele Jahre lang eine bedeutende Position in der Ortschaft einnahm und sowohl als Kapelle als auch als Schule diente. In einer Versammlung vom 4. März 1883 beschloss man neben der Kapelle ein Haus für den Pastor zu errichten. Am 31. Mai 1883 wurde sodann die evangelische waldensische Kirche von Colonia Cosmopolita gegründet und am 12. Oktober des Jahres ließ sich der Pastor Pedro Bounous hier nieder, unter dessen Leitung dann die Kapelle ausgebaut wurde. Gottesdienst, der Unterricht in der Sonntagsschule sowie der Religionsunterricht wurden in den ersten Jahren auf Französisch gehalten. Auf den 25. Februar 1915 datiert die Eröffnung des Kirchengebäudes von Colonia Cosmopolita.

## Infrastruktur
Colonia Cosmopolita liegt östlich der Eisenbahnlinie Rosario-Juan Lacaze und etwa vier Kilometer südlich der Ruta 1. In Colonia Cosmopolita ist mit der Escuela Rural Nº 21 Colonia Cosmopolita auch eine Schule ansässig. Zudem wurde im Jahr 2006 ein auf der Hippotherapie basierendes Rehabilitationszentrum vor Ort eröffnet. Geprägt wird die Gegend insbesondere durch die Milchwirtschaft, aber auch Viehzucht und Landwirtschaft sind vertreten.

## Einwohner
Der Ort hatte bei der Volkszählung im Jahr 2011 73 Einwohner, davon 37 männliche und 36 weibliche. Nach einer von Schülern der örtlichen Schule durchgeführten Zählung kamen diese im Jahr 2007 auf eine Einwohnerzahl von ca. 500 Personen im gesamten Gebiet.
| Jahr | Einwohner |
| ---- | --------- |
| 1963 | 69        |
| 1975 | 65        |
| 1985 | 63        |
| 1996 | 77        |
| 2004 | 73        |
| 2011 | 73        |

Quelle: